# Olle Gäfvert
Gustav Olof (Olle) Gäfvert, född 18 september 1916 i Hallstahammar, Västmanlands län, död 27 december 2000 i Täby, Stockholms län, var en svensk militär (överste).

## Biografi
Gäfvert var son till övermontören Gustav Gäfvert och Lilly, född Lundberg. Han tog studentexamen i Strängnäs 1936 och började sin militära bana vid kustartilleriet 1938. Gäfvert blev fänrik i kustartilleriet 1941, löjtnant 1943 och kapten 1948. Gäfvert genomgick Kungliga Sjökrigshögskolans stabsskola och artillerikurs 1948–1950, blev major 1957, överstelöjtnant 1962 och överste 1966.
Han tjänstgjorde vid försvarsstaben 1951–1952, Hemsö kustartilleriförsvar 1952–1957 och var lärare vid kustartilleriets skjutskola 1957–1962. Gäfvert tjänstgjorde vid marinstaben 1962, var lärare vid Militärhögskolan 1962–1966, stabschef vid Militärhögskolan 1966–1970 och chef för Karlskrona kustartilleriregemente (KA 2) 1970–1976.
Gäfvert invaldes i Kungliga Örlogsmannasällskapet 1970. Efter pensioneringen arbetade han bland annat med planering i försvarsstaben av större övningar. Gäfvert är begraven på Täby norra begravningsplats.

## Utmärkelser
- Riddare av Svärdsorden, 1959.[4]
- Kommendör av Svärdsorden, 6 juni 1970.[5]
- Kommendör av första klass av Svärdsorden, 6 juni 1974.[6]